# Martin Meier (Kirchenmusiker)
Martin Meier (* 27. Juni 1961 in Birkenfeld) ist ein deutscher Kantor und Organist an der Stadtkirche St. Michael in Jena und Kirchenmusikdirektor (KMD) in Thüringen.

## Leben und Wirken
Mit acht Jahren erhielt Martin Meier seinen ersten Klavierunterricht und 1971 seine erste Organistenstelle in Veitsrodt. Nach der Teilnahme an einem Chorleiterkurs des Sängerbundes Rheinland-Pfalz erhielt er 1978 das Chorleiter-Diplom und übernahm drei Chöre (Schulchor, Kinderchor, gemischter Chor). Nach dem Abitur 1980 studierte er Kirchenmusik an der Staatlichen Hochschule für Musik in Frankfurt am Main. Nach dem A-Examen war er 1984 bis 1991 Kantor und Organist der Evangelischen Kirchengemeinde Frankfurt-Unterliederbach mit umfangreicher Konzerttätigkeit. Mit der dortigen Kantorei erarbeitete er größere Werke der Oratorienliteratur. In der historischen Dorfkirche plante und betreute er den Orgelneubau mit der Orgelbaufirma Alexander Schuke Potsdam. 1991 wurde er Kantor und Organist der Lutherkirchengemeinde Leer (Ostfriesland) sowie Kirchenmusikdirektor im und für den Evangelisch-Lutherischen Sprengel Ostfriesland-Ems, wo er regelmäßig große Werke der Kirchenmusik sowie szenische geistliche und weltliche Musicals für Kinderchor erarbeitete und aufführte.
Im Juni 2003 wurde Martin Meier zum Kantor und Organisten der Stadtkirche St. Michael in Jena berufen und von 2003 bis 2010 ebenfalls zum Landeskirchenmusikdirektor der Evangelisch-Lutherischen Kirche in Thüringen.
Seit 2010 lehrt er an der Evangelischen Hochschule für Kirchenmusik Halle die Fächer Künstlerisches und Liturgisches Orgelspiel.
Martin Meier leitet die Kantorei St. Michael in Jena. Er gestaltet als Organist und Dirigent regelmäßig Gottesdienste, Konzerte im In- und Ausland, wovon auch Rundfunk-, Schallplatten- bzw. CD-Aufnahmen zeugen.